# Wegenkampgraben
Der Wegenkampgraben und der Wegenkamp-Entlastungsgraben sind Fließgewässer in Hamburg-Stellingen und Hamburg-Eidelstedt, welche aus insgesamt drei Teilabschnitten bestehen (zwei Wegenkampgraben / einer Entlastungsgraben). Sie münden separat an der Grenze zu Hamburg-Niendorf in die Kollau.

## Verlauf
Der erste Teil des Wegenkampgraben beginnt an der Straße Wegenkamp und mündet nach ca. 200 Metern an der Straße Hatzberg in ein Regenwassersiel, von wo er unterirdisch weiterverläuft und sich in Wegenkampgraben und Wegenkamp-Entlastungsgraben aufteilt.
Der zweite Teil des Wegenkampgraben beginnt nördlich der Oldenburger Straße verrohrt, tritt an der Straße Kollenhof an die Oberfläche und mündet weiter nördlich in die Kollau. Im Geoportal Hamburg ist ein Ursprung vom Olloweg, welcher allerdings nicht als Wegenkampgraben bezeichnet wird, aber die gleiche Gewässerkennzahl hat wie der zweite Abschnitt, eingezeichnet, bei welchem es sich allerdings nicht um einen Teil des Wegenkampgrabens handelt. Lediglich das Teilstück bis zur A7 wird noch als Wegenkamp-Nebengraben bezeichnet.
Der Wegenkamp-Entlastungsgraben beginnt östlich der Vogt-Kölln-Straße an der Güterumgehungsbahn. Er verläuft weiter in nordöstliche Richtung, unterquert die Straße Kollenhof und mündet dann im nicht betretbaren Renaturierungsgebiet in die Kollau.

## Verwechslung
- Der Wegenkamp-Entlastungsgraben wird sowie im Geoportal Hamburg als auch bei Google Maps als Wegenkampgraben bezeichnet.
- Der Wegenkamp-Entlastungsgraben hat dieselbe Gewässerkennzahl wie der erste Teil des Wegenkampgrabens, der zweite Teil des Wegenkampgrabens hat jedoch eine eigene Gewässerkennzahl.[4]